# رادیو انترناسیونال
رادیو انترناسیونال، رادیویی فارسی زبان و مخالف جمهوری اسلامی ایران بود که با این که خود را "رادیوی مستقل" معرفی می‌کرد، ارگان دوفاکتوی حزب کمونیست کارگری ایران به حساب می آمد. این رادیو در اواسط سال ۲۰۰۶ به علت مشکلات مالی تعطیل شد اما حزب کمونیست کارگری مداوما قول می‌داد که آن را دوباره راه اندازی کند. نهایتا این رادیو دوباره در نوامبر ۲۰۰۶ کار خود را از سر گرفت.
شعار این رادیو "صدای آزادی، صدای کارگر، صدای حقیقت، صدای انسانیت" بود.
این رادیو از کشور سوئد مخابره می‌شد و سراسر ایران پوشش می‌داد.
آخرین مدیر آن برای سال‌ها سیاوش دانشور بود و از سایر مسئولان آن می‌توان به سیما بهاری,  صادق زندی و سوسن صابری اشاره کرد.